# Ex Drummer
Pour plus de détails, voir Fiche technique et Distribution.
Ex Drummer est un film belge réalisé par Koen Mortier, sorti en 2007.

## Synopsis
Trois musiciens handicapés d'Ostende cherchent un batteur pour leur groupe de punk et en vue d'un concours. Ils proposent la place à Dries, un écrivain célèbre, avec dans l'idée que son handicap sera qu'il ne sait pas jouer de la batterie. Dries, en quête d'inspiration pour son nouveau roman, accepte mais ne tarde pas à manipuler les membres du groupe pour les monter les uns contre les autres.

## Fiche technique
- Réalisation : Koen Mortier
- Scénario : Koen Mortier, d'après le roman de Herman Brusselmans
- Photographie : Glynn Speeckaert
- Montage : Manu Van Hove
- Musique : Arno, Flip Kowlier, Millionaire et Guy Van Nueten
- Sociétés de production : CCCP et Czar
- Pays d'origine :  Belgique
- Langue originale : néerlandais, flamand
- Format : couleur - Stéréo
- Genre : Comédie dramatique, Thriller
- Durée : 104 minutes
- Dates de sortie : 
  -  Belgique : 31 janvier 2007

## Distribution
- Dries Van Hegen : Dries
- Norman Baert : Koen de Geyter
- Gunter Lamoot : Jan Verbeek
- Sam Louwyck : Ivan Van Dorpe
- Tristan Versteven : Dorian
- Dolores Bouckaert : Lio
- Barbara Callewaert : Christine
- François Beukelaers : Pa Verbeek
- Bernadette Damman : Ma Verbeek
- Jan Hammenecker : Dikke Lul

## Accueil
Le film a réalisé environ 59 000 entrées en Europe, dont 27 200 en Belgique et 22 500 en Italie.
Il recueille 44 % de critiques favorables, avec une note moyenne de 4,8/10 sur la base de 18 critiques collectées, sur le site Rotten Tomatoes.
Il a remporté le prix spécial du jury au Festival international du film de Varsovie 2007, le prix du meilleur premier long métrage au Festival de Raindance 2007 et le prix du meilleur premier long métrage au festival FanTasia 2008.